# TUM School of Management
La TUM School of Management è la facoltà di economia e commercio dell'Università tecnica di Monaco ed è Triple Crown, cioè appartiene al ristretto numero di Business School nel mondo ad essere accreditata contemporaneamente da AACSB, EQUIS e AMBA. Con circa cinquemila studenti e quarantadue professori, è la terza facoltà di economia e commercio della Germania ed è la seconda facoltà dell'Università tecnica di Monaco dopo la Facoltà di Ingegneria Meccanica. La ricerca e l'insegnamento si concentra a differenza delle Business School classiche sull'intersezione tra economia e tecnologia, ma non vengono trascurate innovazione e imprenditorialità, marketing, strategia e leadership, operazioni e gestione della catena di distribuzione, finanza e contabilità, economia e politica.

## Storia
La facoltà è stata fondata nel 2002 come Facoltà di Economia nel campus principale dell'Università tecnica di Monaco. Il primo preside è stato il Prof. Ralf Reichwald, mentre l'attuale preside è il Prof. Gunther Friedl.

## Ricerca
La TUM School of Management è la prima Business School della Germania in fatto di ricerca ed è la seconda tra i paesi germanofoni (Germania, Austria e Svizzera) dietro all'Università di San Gallo. Nelle classiche internazionali è regolarmente classificata tra le migliori Business School del mondo. La TUM School of Management fa parte della rete di ricerca Quantitative Techniques for Economics and Management (QTEM). All'interno della facoltà sono stati creati centri autonomi per strutturare le attività di ricerca:
LSM - Centro per le scienze della vita e la gestione
CEM - Centro per i mercati energetici
CEFS - Centro di studi imprenditoriali e finanziari
ERI - Istituto di ricerca sull'imprenditorialità
Centro di competenza Industria 4.0
CDTM - Centro per la tecnologia e la gestione digitale (20 professori, insieme alla Università Ludwig-Maximilian)

## Insegnamento
La facoltà offre un corso di laurea triennale in Management e tecnologia (che può essere seguito nel campus di Monaco di Baviera, di Straubing o di Heilbronn) e quattro corsi di laurea magistrale: il Master in Management (che può essere seguito nel campus di Monaco di Baviera o di Heilbronn), il Master in Management and Technology, Master in Consumer Science (un unicum nel panorama tedesco) e Master in Management & Innovation (quest'ultimo viene offerto in cooperazione con la HEC Paris e rilascia un certificato di laurea doppio tedesco e francese). Circa il 20% degli studenti della TUM School of Management provengono dall'estero e tutti i programmi possono essere seguiti in inglesi (la laurea triennale è offerta oltre che in inglese anche in tedesco).